# 阮氏任
一阶令妃阮氏任（越南语：／），名阮氏任（越南语：／），越南阮朝绍治帝的一名嫔妃。

## 家世
阮氏任的父亲是阮文仁，阮文仁是对阮氏王朝的建立发挥了重要作用的一位武将。1802年，嘉隆帝命阮文仁留任嘉定，后任命其为嘉定总镇，是南方第一个总镇。
1822年，阮文仁去世。虽然历史没有记载，但阮氏任嫁给皇子阮福绵宗可能是为了抚慰她的家人。

## 府妾
1823年，她和范氏姮（越南语：Phạm Thị Hằng）一起嫁给了皇子阮福绵宗为府妾。因为阮文仁的爵位高于范氏姮之父范登兴，故阮氏任的位次在范氏姮之上。
一日，明命帝给阮氏任、范氏姮二人每人一件金花纱平领衣，皇太后陈氏珰给每人一枚金扣，一为凤扣，一为花扣，密封于盒内，向天祝祷说：“谁拿到凤扣就能先有孩子。”，阮氏任、范氏姮各取一，阮氏任得花扣，范氏姮得凤扣。预言应验了，范氏姮率先生一女，即延福公主阮福静好（越南语：Nguyễn Phúc Tĩnh Hảo/阮福静好）。
之后，阮氏任生次女安盛公主阮玉娴嫣。安盛公主生卒年不详，推测其生于1824到1826年间。此后，阮氏任再也没有怀孕过。

## 宫廷生活
1841年，绍治帝登基。阮氏任和其他嫔妃一起被封为宫嫔直到为明命帝服丧完毕。1842年，绍治帝在北部祭祀，参加的宫嫔很少，只有她和范氏。
1843年，绍治帝制定后宫宫阶，册封她为一阶令妃（越南语：Nhất giai Lệnh phi ），高于二阶诚妃范氏姮，为绍治后宫之首。她也是阮朝第一位初封即为一阶妃的后妃，在她之后还有成泰帝的玄妃阮有氏娥（越南语：Huyền Phi Nguyễn Hữu Thị Nga）、启定帝的恩妃胡氏芷（越南语：Ân phi Hồ Thị Chỉ）初封即为一阶妃。
这是她最荣耀的阶段，即使只生育了一个女儿，但她深受绍治的宠爱，又有强大的家族，因此在后宫的地位不差。
绍治六年（1846），范氏姮被晋为一阶贵妃，良嫔武氏媛（越南语：Võ Thị Viên）被晋为一阶良妃。阮氏任不再是唯一的一阶妃了。不止如此，三位一阶妃的位次也被重新排序，从高到底为：贵妃、良妃、令妃，阮氏任成为后宫的第三高的妃子。在绍治帝的四妃中，阮令妃只排在二阶淑妃阮氏川（越南语：Nhị giai Thục phi Nguyễn Thị Xuyên）之前。在绍治末年，令妃不再被重视了。

## 去世
令妃卒年不详，可能去世于嗣德年间，她的坟墓被严重破坏。

## 影視形象
| 演員     | 年份   | 影視作品 | 備註   |
| 吳鄧紅雲 | 2019年 | 《鳳扣》 | 阮芳任 |

1. ↑  . 新浪.   [2020-05-30]. （原始内容存档于2020-06-23）.